# Ada Rogato
Ada Rogato (São Paulo, 22 de dezembro de 1910 – São Paulo, 15 de novembro de 1986) foi uma pioneira da aviação no Brasil.
Foi a primeira mulher a obter licença como paraquedista, a primeira volovelista (piloto de planador) e a terceira a se brevetar em avião (1935). Também se destacou pelas acrobacias aéreas e foi a primeira piloto agrícola do país. Voando em aeronaves de pequeno porte e — ao contrário de outras famosas aviadoras — sempre sozinha, a fama nacional e internacional cresceu a partir dos anos 1950, graças à ousadia cada vez maior das proezas, que fizeram dela uma vanguardista da aviação nacional.

## Histórico
Ada era filha do casal de imigrantes italianos Maria Rosa Greco e Guglielmo "Guilherme" Rogato, ambos naturais de San Marco Argentano, na Calábria. Seu pai abandonou a família na década de 1930 para formar nova família em Alagoas, onde consolidou a carreira de fotógrafo e cineasta. Com sua segunda companheira teve mais uma filha, a médica Flavia Rogato.
Ada Recebeu dos pais a mesma educação dada à maioria das moças de classe média da época, para torná-las "prendadas" — além do colégio, aulas de piano e pintura —, mas a ambição ia além: queria aprender a voar. E não abandonou a meta mesmo quando os pais se separaram e ela teve de ajudar a mãe não só nas atividades domésticas como em bordados e trabalhos artesanais para se sustentar.
Conseguiu juntar dinheiro suficiente para as aulas que lhe possibilitaram tirar em 1935 o primeiro brevê feminino de voo a vela e, no ano seguinte, a primeira licença concedida a uma mulher pelo Aeroclube de São Paulo para pilotar avião. Um curso de paraquedismo feito no Campo de Marte em 1941 lhe garantiu o primeiro certificado de paraquedista concedido a uma brasileira.
Adepta incondicional da aviação esportiva, Ada passou desde então a usar suas habilidades para divulgar a aviação: acrobacias aéreas e saltos de paraquedas, ajudava a atrair público para os eventos aviatórios organizados tanto nas capitais como nos recém-fundados aeroclubes do interior de São Paulo e de outros Estados. Durante a Segunda Guerra Mundial, realizou voluntariamente 213 voos de patrulhamento aéreo do litoral paulista. E em 1948, quando as autoridades decidiram dar combate aéreo à broca-do-café — praga que ameaçava as plantações do nosso principal produto de exportação na época —, ela aceitou o desafio de cumprir a tarefa que a transformou em pioneira do polvilhamento aéreo no Brasil.

### Segunda Guerra Mundial
Durante a Segunda Guerra Mundial, realizou demonstrações de paraquedismo na Baía de Guanabara, um salto noturno e 213 voos voluntários de patrulhamento aéreo pelo litoral paulista voando em aeronaves de pequeno porte. Conforme o reconhecimento crescia, a imprensa paulista e nacional a apelidava de Milionária do ar, Gaivota solitária, Pássaro solitário.

## Reconhecimento
Discreta e persistente no preparo dos voos, Ada agia da mesma forma na vida particular. Mulher solteira e sem filhos, trabalhava para viver como funcionária pública estadual. Começou em 1940 como escriturária no Instituto Biológico, vinculado à Secretaria da Agricultura, e aposentou-se em 1980, como chefe de seção técnica da Secretaria de Esportes e Turismo. Nos anos 1950, foi redatora de aviação da Revista dos Aviadores e também da revista Velocidade.
A personalidade modesta, no entanto, não a impediu de merecer da imprensa nacional e internacional inúmeros títulos pelas proezas, tais como "Milionária do Ar", "Águia Paulista", "Rainha dos Céus do Brasil" e "Gaivota Solitária" (imprensa brasileira, anos 1950); e da revista chilena Margarita ganhou o apelido de "Condor dos Andes".
Entre centenas de troféus e condecorações, foi a primeira aviadora a receber no Brasil a Comenda Nacional do Mérito Aeronáutico, no grau de Cavaleiro, e ainda as Asas da Força Aérea Brasileira e o título de Piloto Honoris Causa da FAB; também no grau de Cavaleiro, recebeu na Bolívia a Condor dos Andes; no Chile, foi condecorada com a Bernardo O’Higgins no grau de Oficial e na Colômbia com as Asas da Força Aérea Colombiana, primeira entregue no país a uma aviadora. Em 1954, recebeu da Federação Aeronáutica Internacional, sediada na França, o diploma Paul Tissandier por seus méritos na aviação.
Em 1956, Ada foi convidada a fazer parte da comissão organizadora das comemorações do Cinquentenário do primeiro voo do 14-bis. A sugestão foi a realização de um reide por todos os Estados e Territórios brasileiros para homenagear e divulgar os feitos de Santos-Dumont. Nesta viagem, ela percorreu 25.057 km em 163 horas de voo, levando consigo não só material sobre a vida e obra do Pai da Aviação como também, a pedido das autoridades eclesiásticas, uma imagem de Nossa Senhora Aparecida em peregrinação aérea. O roteiro não se restringiu às capitais: com seu espírito aventureiro, a aviadora o estendeu a locais perdidos do interior, sobrevoando com seu Cessna 140, denominado "Brasil", trechos quase inexplorados do Centro-Oeste, descendo em campos de pouso recém-abertos na mata e visitando várias aldeias indígenas. Foi mais uma vez pioneira ao atravessar sozinha e num pequeno avião a selva amazônica, incluindo o até hoje temeroso trecho Xingu-Cachimbo-Jacareacanga.
Mesmo com todos esses louros, Ada ainda não estava satisfeita: após ter atingido o Círculo Ártico, o aeroporto mais alto e as profundezas da Amazônia, queria chegar também ao extremo sul do continente. E só encerrou a série de grandes viagens quatro anos depois (1960), quando se tornou a primeira piloto a chegar a Ushuaia, na Terra do Fogo (Argentina), a cidade mais austral do mundo — ainda a bordo do mesmo Cessna, chamado "Brasil". E só não foi mais longe nos anos seguintes por não ter conseguido obter um avião maior e mais potente.
Como membro da comissão do Cinquentenário do 14-bis, a aviadora passou posteriormente a fazer parte da Fundação Santos-Dumont (FSD), destinada a cuidar do acervo do inventor e apoiar o desenvolvimento da aeronáutica. Como dirigente dessa entidade — da qual foi sucessivamente conselheira, secretária e presidente —, Ada recepcionava os visitantes mais ilustres do Museu da Aeronáutica da FSD (o primeiro da América do Sul), ao qual doou o seu "Brasil". Entre esses visitantes, contam-se vários astronautas norte-americanos — incluindo Neil Armstrong, que, antes de se tornar o primeiro homem a pisar na Lua, conheceu ali a aviadora e seu avião e a elogiou por suas façanhas. Ao morrer em 1986, Ada ainda era diretora do Museu que abrigava o seu inseparável "Brasil".

## Feitos notáveis
- A primeira piloto brasileira a atravessar os Andes; feito realizado por onze vezes, ida e volta, em 1950;
- A única aviadora do mundo, até 1951, a cobrir uma extensão de 51 064 km em voo solitário pelas três Américas, chegando até o Alasca; o trajeto levou aproximadamente 6 meses;
- A primeira a atingir o aeroporto de La Paz, na Bolívia, o mais alto do mundo até então (1952), com um avião de apenas 90 HP — feito inédito na história da aviação boliviana;
- O primeiro piloto, homem ou mulher, a cruzar a selva amazônica — o temido "inferno verde" — em um pequeno avião, sem rádio, em voo solitário, apenas com uma bússola (1956);
- A primeira aviadora a chegar sozinha à Terra do Fogo, no extremo sul do nosso continente (1960);
- Detém o brevê número um de primeira paraquedista, entre homens e mulheres; e foi a primeira mulher no mundo a saltar de um helicóptero, realizando 105 saltos; e a primeira paraquedista das Américas;[5]
- A primeira mulher a receber a comenda da Ordem do Mérito Aeronáutico, no grau de Cavaleiro, a Comenda Asas da Força Aérea Brasileira e o título da FAB de Piloto em Honoris Causa;[6]
- Realizou mais de mil "voos de coqueluche" porque acreditava-se que a altura exterminava a bactéria da doença;
- A primeira a pousar em Brasília, quando a capital do país ainda estava em construção.[7]

Quando o paraquedismo como atividade esportiva começava a ganhar os primeiros adeptos no Brasil, a audaciosa Ada se tornou campeã da modalidade - brasileira em 1943 e paulista em 1948, ano em que também iniciou as atividades como piloto agrícola; e aproveitou seu reide de 1950 por quatro países sul-americanos para demonstrações em paraquedas, tornando-se assim a primeira mulher a saltar no Paraguai e no Chile.

## Homenagens
Em vida, Ada Rogato foi amplamente reconhecida e homenageada pelo talento, coragem, ousadia e pioneirismo.
Em 1984 foi lançado o filme de curta metragem Folguedos no Firmamento (direção: Regina Rheda), sobre os feitos de Ada Rogato; esse filme foi exibido  durante 5 anos em cinemas de todo o Brasil. Poucos anos após a morte de Ada Rogato, o Museu da Aeronáutica foi fechado e o acervo se dispersou ao ser removido do espaço que ocupava no Parque Ibirapuera (São Paulo).
Algumas referências públicas à brava piloto estão em uma praça na cidade de São Paulo e em uma rua de Ribeirão Preto (SP) que levam seu nome.
Atualmente o "Cessna 140-A Brasil" encontra-se exposto ao público no Museu TAM, localizado em São Carlos-SP.
Outro registro histórico em homenagem à heroína brasileira foi prestado em 1951: ao bater o recorde de voo solo, ao percorrer os 51.064 quilômetros entre e a Terra do Fogo e o Alasca, em apenas 326 horas, foi homenageada com a cachaça a Voadora.
Em outra homenagem póstuma (8 de março de 2000), os Correios do Brasil lançaram selos postais estampando as mulheres pioneiras da aviação brasileira, sob o tema "Mulheres Aviadoras", um carimbo postal e um selo comemorativo dos 50 anos do primeiro sobrevoo dos Andes por Ada com seu "Brasileirinho", um avião CAP-4 de apenas 65 HP.
Em 1986 Ada fez parte da Fundação Santos Dumont assumindo os cargos de conselheira, secretária e presidente, e posteriormente assumindo o cargo de diretora do Museu da Aeronáutica da própria fundação.
Ada Rogato morreu em São Paulo, vítima de câncer, em 15 de novembro de 1986, aos 76 anos; o corpo foi velado no Museu da Aeronáutica, o cortejo foi acompanhado pela Esquadrilha da Fumaça. Seu corpo foi exumado em 1993 e seus restos mortais transferidos para o ossário do Cemitério de Santana onde permanecem no jazigo de número 368, gaveta no Bloco E e pode ser identificado por um placa em sua homenagem, feita em parceria com a ABRAPAER, membros da família e equipe do cemitério.